# Einseiltechnik

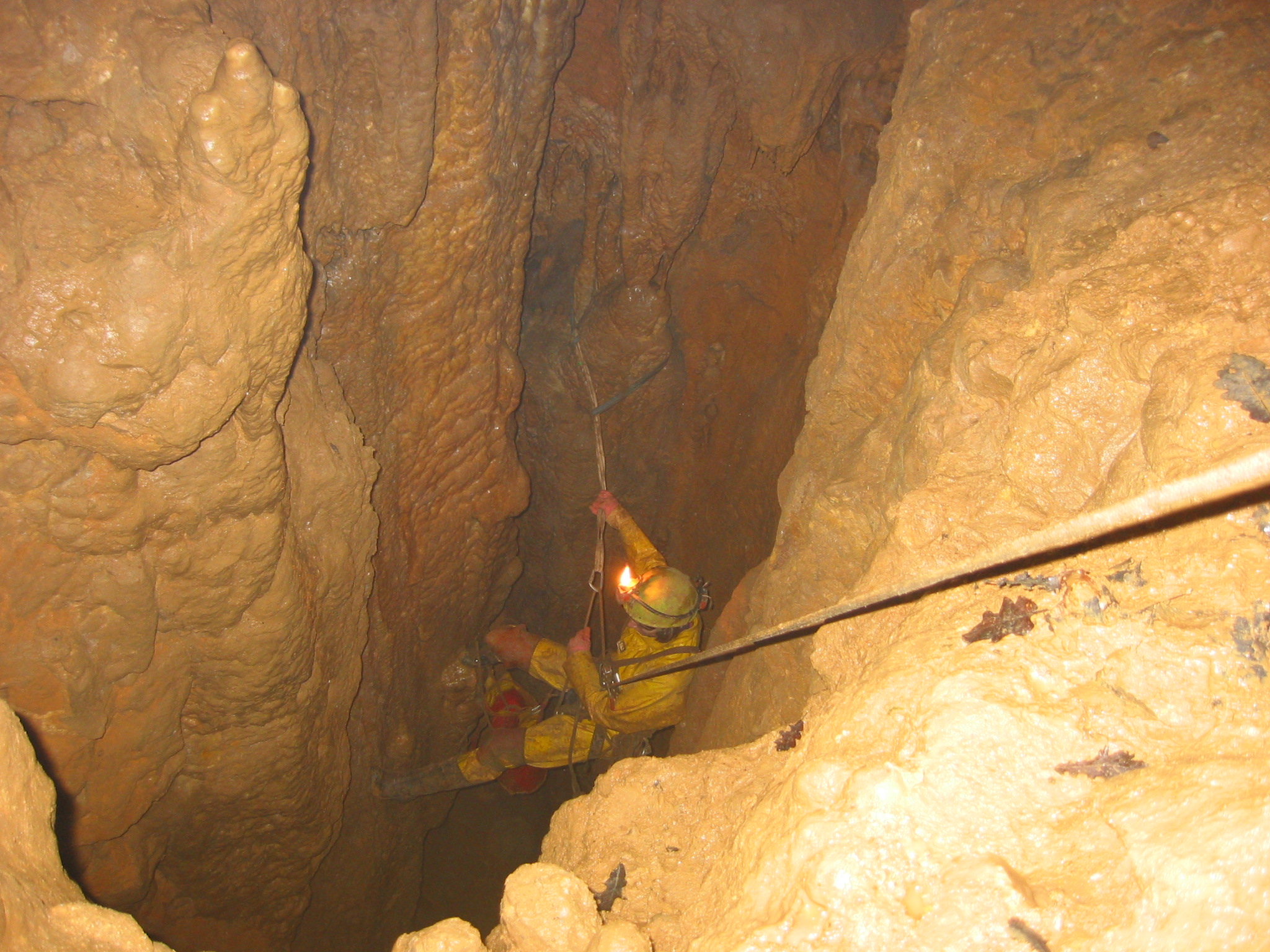
Kletterer in Einseiltechnik passiert Umlenkungsstelle

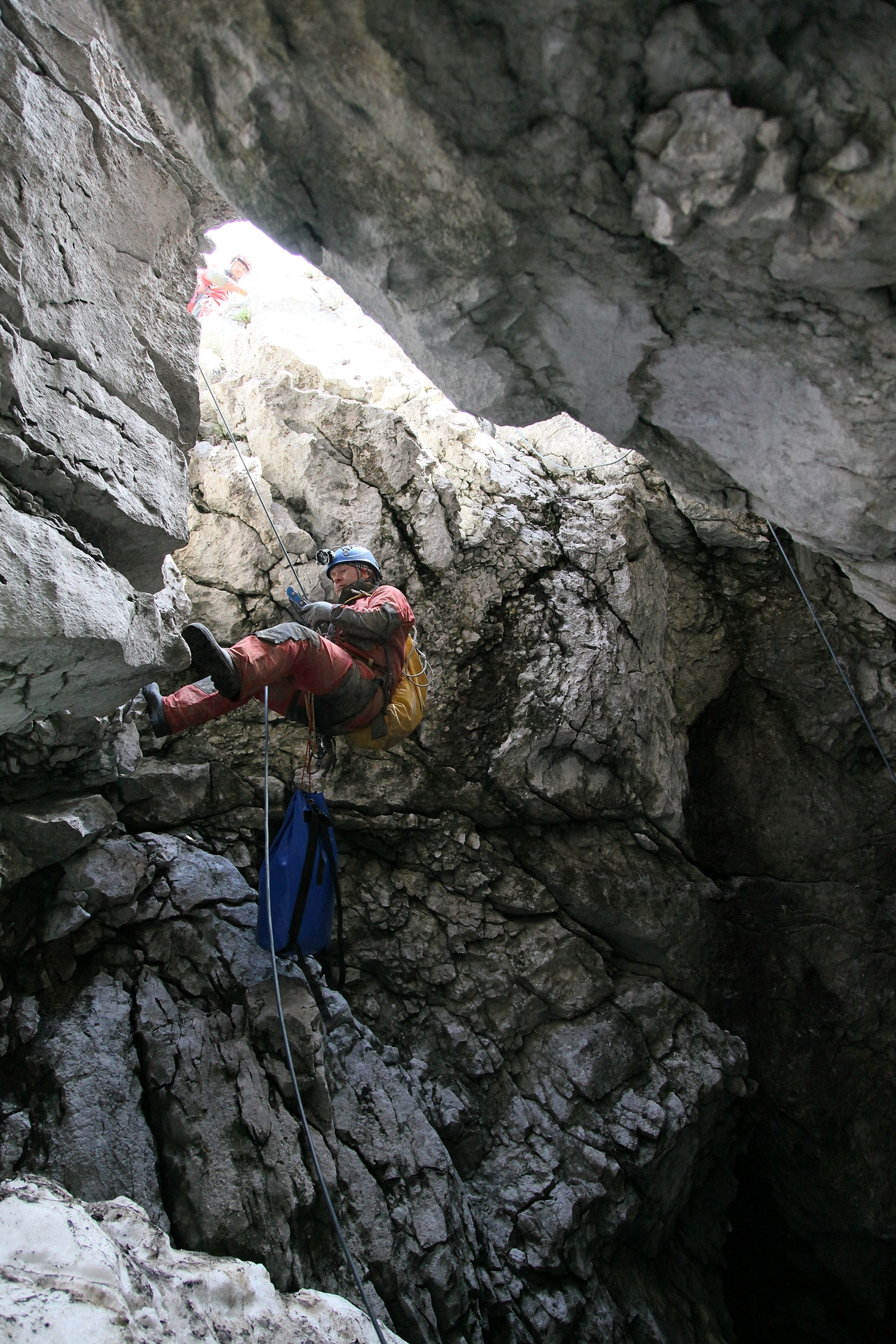
Abseilen in der Riesending-Schachthöhle

Die Einseiltechnik, auch SRT genannt (von engl. „single rope technique“) dient in der Höhlenforschung zum Befahren von überwiegend vertikalen Strecken wie zum Beispiel Schächten. Da in Höhlen viele Stellen auch aufgrund von Nässe und Lehm nur schwierig im klassischen Stil erklettert werden können – und vor allem in der Höhle die Sicherheit oberste Priorität genießt – werden diese mit den bestmöglichen technischen Hilfsmitteln überwunden. Im Gegensatz zum Sportklettern geht es in der Höhlenforschung nicht um die Überwindung schwieriger Passagen als Selbstzweck, sondern um das zügige Erreichen eines Zieles.

## Entwicklung
Bis in die 1970er-Jahre war es üblich, Schächte mittels Drahtseilleitern zu überwinden, die oft nur so breit wie ein Bergschuh waren und Alusprossen besaßen. Trotz Leichtbauweise waren sie schwerer und voluminöser als ein Seil und erforderten in kilometerlangen Höhlen einen erheblichen Transportaufwand. 
Das Steigen auf einer Drahtseilleiter erfordert einige Übung. Beim Absteigen haben die Sprossen einer freihängenden Drahtseilleiter die Tendenz auszuweichen. Liegt die Leiter am Felsen an, kann der Fuß nicht auf der Sprosse aufgesetzt werden. Aufgrund der Risiken bei der Benutzung wurden die Auf- oder Absteigenden oft zusätzlich mit einem Seil gesichert. Der letzte Sichernde musste gegebenenfalls als Schachtposten zurückbleiben und warten bis seine Begleiter wieder aufstiegen.
Die ursprünglich in Frankreich entwickelte Einseiltechnik war ein großer Fortschritt in der Höhlenforschung. Sie ermöglichte es, auch schwierigste Schachthöhlen und extrem tiefe Abstiege mit wesentlich verringertem Materialaufwand und reduziertem Risiko zu begehen.

## Ausrüstung

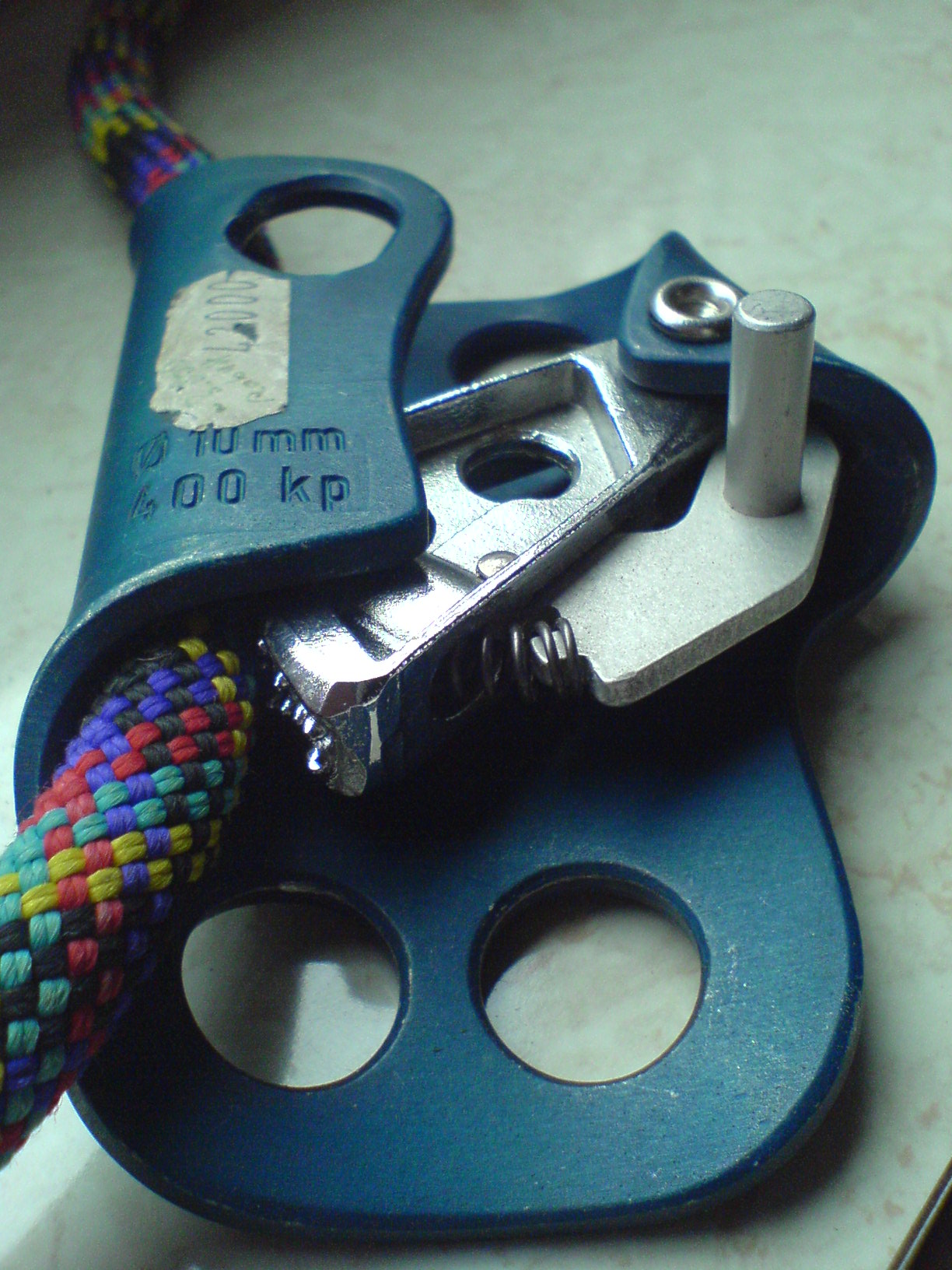
Steigklemme

Die grundlegende Einseiltechnik-Ausrüstung besteht aus einem Sitz- und Brustgurt, einem Abseilgerät, mehreren Steigklemmen mit Fußschlinge und einem Sicherungset, dem sogenannten Cowtail.
Ausrüstung für die Froschtechnik:
- Der Speleo-Sitzgurt ist einem Klettergurt recht ähnlich. Allerdings ist das Bandmaterial oft breiter, damit man längere Zeit im Gurt sitzen kann. Stark beanspruchte Stellen sind mit PVC verstärkt. Der Anseilpunkt ist unbeweglicher als beim Klettergurt und nah am Körper, um das Aufsteigen am Seil zu vereinfachen. Als zentraler Anseilpunkt dient ein Halbrund-Schraubglied.
- Der Speleo-Brustgurt dient zum Fixieren der Bruststeigklemme am Körper und hat meistens keine Sicherheitsfunktion.
- Die (Brust-)Steigklemme wird direkt am Halbrund-Schraubglied befestigt.
- Bei der Handsteigklemme handelt es sich um eine Steigklemme mit Griff, an der eine Fußschlinge befestigt ist.
- Das Cowtail besteht aus einer kurzen und einer langen Sicherungsschlinge, an deren Ende ein Schraubkarabiner sitzt.
- Das Abseilgerät hat zwei oder mehrere festsitzende Rollen, um die das Seil gelegt wird. Die Reibung zwischen Seil und Rollen ist groß genug, um die Abfahrtsgeschwindigkeit mit den Händen, die das Seil unterhalb des Abseilgerätes halten, entsprechend zu kontrollieren. Zusätzlich kann noch eine Sicherungsklemme verwendet werden, die, sollte die abfahrende Person ohnmächtig werden und das Seil nicht mehr halten können, die Abfahrt stoppt.

Für andere Techniken werden weitere Ausrüstungsteile benötigt. So wird zum Beispiel für die Raupentechnik noch eine weitere Handsteigklemme mit Fußschlinge verwendet. Zusätzlich bzw. optional werden Fußsteigklemmen oder Handsteigklemmen mit Flaschenzugsystem verwendet.

## Technik

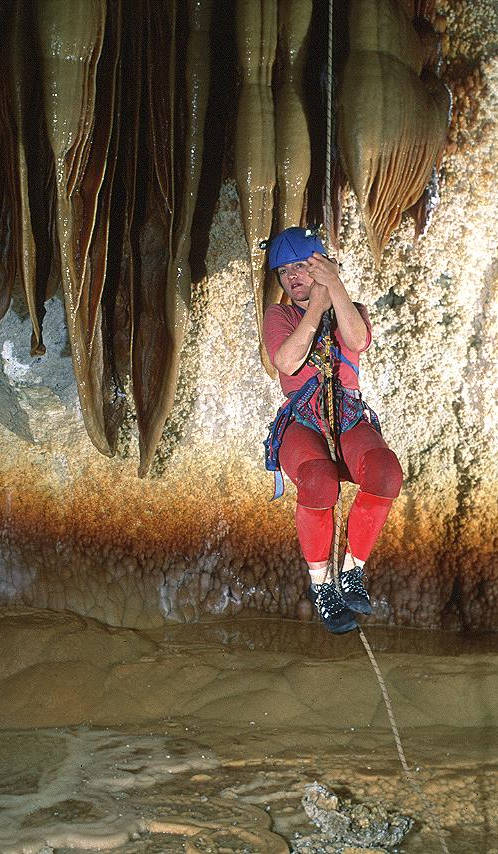
Froschtechnik

Es existieren verschiedene Aufstiegsmethoden, darunter die Frosch- und die Raupentechnik, welche sich auch in der Ausrüstung unterscheiden. Die Froschtechnik ist die in Europa am weitesten verbreitete Technik.
Das Aufsteigen geschieht mit den Steigklemmen. Diese lassen sich, wenn sie nicht belastet werden, nach oben schieben; bei Belastung klemmen sie sich am Seil fest. Eine Methode ist nun, an beide Steigklemmen Fußschlingen zu befestigen, eine davon wird zusätzlich auch in den Brustgurt gehängt. Abwechselnd schiebt man nun die eine und die andere Klemme hoch und steigt so Schritt für Schritt höher.
Eine andere Möglichkeit ist, die eine Klemme am Brustgurt zu befestigen und die andere an beiden Füßen, um sich so mit raupenartigen Bewegungen hochzuarbeiten. So steht für den eigentlichen Steigvorgang die Kraft beider Beine gleichzeitig zur Verfügung.
In den Anfängen der Einseiltechnik wurden die vom Sportklettern her bekannten dynamischen Seile (nach DIN EN 892) verwendet, die eine Dehnung von bis zu 10 % haben, um einen Sturz ins Seil möglichst sanft zu bremsen. Das hatte den Nachteil, dass man vom Schachtboden aus erst einige Meter "hochsteigen" musste ohne den Boden zu verlassen. Erst nachdem die Seildehnung überwunden war, begann der Aufstieg. Die Seilindustrie hat darauf reagiert und semi-statische Seile (sogenannte Speleo-Seile nach DIN EN 1891) entwickelt, die eine reduzierte Dehnung von 4 % aufweisen. Diese werden heute auch in der Seilzugangstechnik eingesetzt.
Seile sind auch als Meterware erhältlich, so dass größere Schachttiefen mit einem einzigen Seil überwunden werden können.